# Tharcisse Gashaka
Tharcisse Gashaka (* 18. Dezember 1962) ist ein ehemaliger burundischer Leichtathlet, der sich auf Langstreckenlauf und Marathonlauf spezialisiert hatte.

## Sportliche Laufbahn
Tharcisse Gashaka trat bei den Olympischen Sommerspielen in Atlanta an. Im Marathon kam er auf Platz 90. 1997 gewann er eine Silbermedaille bei den Frankophonie-Spielen in Antananarivo im 10.000-Meter-Lauf.